# Hyperolius
Hyperolius – rodzaj płazów bezogonowych z podrodziny Hyperoliinae w rodzinie sitówkowatych (Hyperoliidae).

## Zasięg występowania
Rodzaj obejmuje gatunki występujące na sawannach, w buszu i w lasach Afryki, na południe od Sahary.

## Systematyka
Rodzaj zdefiniował w 1838 roku szwajcarski przyrodnik i odkrywca Johann Jakob von Tschudi w publikacji własnego autorstwa poświęconej klasyfikacji płazów bezogonowych z uwzględnieniem gatunków kopalnych. Jednak nazwa – Eucnemis – którą Tschudi nadał nowemu rodzajowi, okazała się młodszym homonimem rodzaju chrząszczy opisanego w 1812 roku, dlatego w 1842 roku niemiecki przyrodnik Wilhelm Ludwig Rapp nadał rodzajowi płazów nową nazwę – Hyperolius. Gatunkiem typowym jest (oznaczenie monotypowe) żabka kwiatowa (H. horstocki).

### Etymologia
- Eucnemis (Euchnemis): gr. ευκνημος euknēmos ‘mający piękne nogi’, od ευ eu ‘ładny, dobry’; κνημη knēmē ‘goleń, łydka’[12].
- Hyperolius: gr. ὑπερος huperos ‘tłuczek, pałka’[13]; λειος leios ‘gładki’[14] .
- Epipole: gr. επιπολη epipolē ‘na wierzchu’ ‘gładki’[15].
- Crumenifera (Cruminifera): nowołac. crumenifera ‘noszący kieszenie’, od łac. crumena ‘woreczek na pieniądze’; -fera ‘-noszący’, od ferre ‘nosić’[16]. Gatunek typowy (oznaczenie monotypowe): Crumenifera pusilla Cope, 1862.
- Rappia: Wilhelm Ludwig Rapp (1774–1868), niemiecki przyrodnik[6].
- Nesionixalus: gr. νησιον nesion ‘wysepka’, zdrobnienie od νησος nēsos ‘wyspa’[17]; ιξαλος ixalos ‘skaczący, zwinny’[18]. Gatunek typowy (oryginalne oznaczenie): Hyperolius thomensis Bocage, 1886.
- Alexteroon: gr. αλεξητηρ alexētēr ‘obrońca’; ωον ōon ‘jajo’[9]. Gatunek typowy (oryginalne oznaczenie): Hyperolius obstetricans Ahl, 1931.
- Chlorolius: gr. χλωρος khlōros ‘zielony’; λειος leios ‘gładki, delikatny’[10]. Gatunek typowy (oryginalne oznaczenie): Hyperolius koehleri Mertens, 1940.

### Podział systematyczny
Do rodzaju należą następujące gatunki:

- Hyperolius acuticephalus Ahl, 1931
- Hyperolius acutirostris Buchholz & Peters, 1875
- Hyperolius ademetzi Ahl, 1931
- Hyperolius adspersus Peters, 1877
- Hyperolius albofrenatus Ahl, 1931
- Hyperolius argus Peters, 1854
- Hyperolius atrigularis Laurent, 1941
- Hyperolius balfouri (Werner, 1908)
- Hyperolius bangwae Perret, 1966
- Hyperolius baumanni Ahl, 1931
- Hyperolius benguellensis (Bocage, 1893)
- Hyperolius bicolor Ahl, 1931
- Hyperolius bobirensis Schiøtz, 1967
- Hyperolius bocagei Steindachner, 1867
- Hyperolius bolifambae Mertens, 1938
- Hyperolius bopeleti Amiet, 1980
- Hyperolius brachiofasciatus Ahl, 1931
- Hyperolius burgessi Loader, Lawson, Portik & Menegon, 2015
- Hyperolius camerunensis Amiet, 2004
- Hyperolius castaneus Ahl, 1931
- Hyperolius chelaensis Conradie, Branch, Measey & Tolley, 2012
- Hyperolius chlorosteus (Boulenger, 1915)
- Hyperolius chrysogaster Laurent, 1950
- Hyperolius cinereus Monard, 1937
- Hyperolius cinnamomeoventris Bocage, 1866
- Hyperolius concolor (Hallowell, 1844)
- Hyperolius constellatus Laurent, 1951
- Hyperolius cystocandicans Richards & Schiøtz, 1977
- Hyperolius dartevellei Laurent, 1943
- Hyperolius davenporti Loader, Lawson, Portik & Menegon, 2015
- Hyperolius diaphanus Laurent, 1972
- Hyperolius dintelmanni Lötters & Schmitz, 2004
- Hyperolius discodactylus Ahl, 1931
- Hyperolius drewesi Bell, 2016
- Hyperolius endjami Amiet, 1980
- Hyperolius ferrugineus Laurent, 1943
- Hyperolius friedemanni Mercurio & Rödel, 2013
- Hyperolius frontalis Laurent, 1950
- Hyperolius fuscigula Bocage, 1866
- Hyperolius fusciventris Peters, 1876
- Hyperolius ghesquieri Laurent, 1943
- Hyperolius glandicolor Peters, 1878
- Hyperolius goetzei Ahl, 1931
- Hyperolius gularis Ahl, 1931
- Hyperolius guttulatus Günther, 1858
- Hyperolius horstockii (Schlegel, 1837) – żabka kwiatowa[19]
- Hyperolius houyi Ahl, 1931
- Hyperolius howelli Du Preez & Channing, 2013
- Hyperolius hypsiphonus (Amiet, 2000)
- Hyperolius igbettensis Schiøtz, 1963
- Hyperolius inornatus Laurent, 1943
- Hyperolius inyangae Channing, 2013
- Hyperolius jackie Dehling, 2012
- Hyperolius jacobseni Channing, 2013
- Hyperolius jynx (Amiet, 2000)
- Hyperolius kachalolae Schiøtz, 1975
- Hyperolius kibarae Laurent, 1957
- Hyperolius kihangensis Schiøtz & Westergaard, 1999
- Hyperolius kivuensis Ahl, 1931
- Hyperolius koehleri Mertens, 1940
- Hyperolius kuligae Mertens, 1940
- Hyperolius lamottei Laurent, 1958
- Hyperolius langi Noble, 1924
- Hyperolius lateralis Laurent, 1940
- Hyperolius laurenti Schiøtz, 1967
- Hyperolius leleupi Laurent, 1951
- Hyperolius leucotaenius Laurent, 1950
- Hyperolius lucani Rochebrune, 1885
- Hyperolius lupiroensis Channing, 2013
- Hyperolius maestus Rochebrune, 1885
- Hyperolius major Laurent, 1957
- Hyperolius marginatus Peters, 1854
- Hyperolius mariae Barbour & Loveridge, 1928
- Hyperolius marmoratus Rapp, 1842 – sitówka pstra[20]
- Hyperolius microps Günther, 1864
- Hyperolius minutissimus Schiøtz, 1975
- Hyperolius mitchelli Loveridge, 1953
- Hyperolius molleri (Bedriaga, 1892)
- Hyperolius montanus (Angel, 1924)
- Hyperolius mosaicus Perret, 1959
- Hyperolius nasicus Laurent, 1943
- Hyperolius nasutus Günther, 1865
- Hyperolius nienokouensis Rödel, 1998
- Hyperolius nimbae Laurent, 1958
- Hyperolius nitidulus Peters, 1875
- Hyperolius noblei Ahl, 1931
- Hyperolius obscurus Laurent, 1943
- Hyperolius obstetricans (Ahl, 1931)
- Hyperolius occidentalis Schiøtz, 1967
- Hyperolius ocellatus Günther, 1858
- Hyperolius olivaceus Peters, 1876
- Hyperolius papyri (Werner, 1908)
- Hyperolius parallelus Günther, 1858
- Hyperolius pardalis Laurent, 1948
- Hyperolius parkeri Loveridge, 1933
- Hyperolius phantasticus (Boulenger, 1899)
- Hyperolius pickersgilli Raw, 1982
- Hyperolius picturatus Peters, 1875
- Hyperolius pictus Ahl, 1931
- Hyperolius platyceps (Boulenger, 1900)
- Hyperolius polli Laurent, 1943
- Hyperolius polystictus Laurent, 1943
- Hyperolius poweri Loveridge, 1938
- Hyperolius protchei Rochebrune, 1885
- Hyperolius pseudargus Schiøtz & Westergaard, 1999
- Hyperolius puncticulatus (Pfeffer, 1893)
- Hyperolius pusillus (Cope, 1862)
- Hyperolius pustulifer Laurent, 1940
- Hyperolius quadratomaculatus Ahl, 1931
- Hyperolius quinquevittatus Bocage, 1866
- Hyperolius raymondi Conradie, Branch & Tolley, 2013
- Hyperolius rhizophilus Rochebrune, 1885
- Hyperolius riggenbachi (Nieden, 1910)
- Hyperolius rubrovermiculatus Schiøtz, 1975
- Hyperolius ruvuensis Barratt, Lawson & Loader, 2017
- Hyperolius rwandae Dehling, Sinsch, Rodel & Channing, 2013
- Hyperolius sankuruensis Laurent, 1979
- Hyperolius schoutedeni Laurent, 1943
- Hyperolius semidiscus Hewitt, 1927 – sitówka żółtosmuga[20]
- Hyperolius soror (Chabanaud, 1921)
- Hyperolius spatzi Ahl, 1931
- Hyperolius spinigularis Stevens, 1971
- Hyperolius steindachneri Bocage, 1866
- Hyperolius stenodactylus Ahl, 1931
- Hyperolius stictus Conradie, Verburgt, Portik, Ohler, Bwong & Lawson, 2018
- Hyperolius substriatus Ahl, 1931
- Hyperolius sylvaticus Schiøtz, 1967
- Hyperolius tanneri Schiøtz, 1982
- Hyperolius thomensis Bocage, 1886
- Hyperolius tornieri Ahl, 1931
- Hyperolius torrentis Schiøtz, 1967
- Hyperolius tuberculatus (Mocquard, 1897)
- Hyperolius tuberilinguis Smith, 1849
- Hyperolius ukaguruensis Lawson, Loader, Lyakurwa, & Liedtke, 2023
- Hyperolius ukwiva Loader, Lawson, Portik & Menegon, 2015
- Hyperolius veithi Schick, Kielgast, Rödder, Muchai, Burger & Lötters, 2010
- Hyperolius vilhenai Laurent, 1964
- Hyperolius viridiflavus (Duméril & Bibron, 1841)
- Hyperolius viridigulosus Schiøtz, 1967
- Hyperolius viridis Schiøtz, 1975
- Hyperolius watsonae Pickersgill, 2007
- Hyperolius xenorhinus Laurent, 1972
- Hyperolius zonatus Laurent, 1958

Taksony nieprzypisane do żyjącej lub wymarłej populcji (nomina inquirenda):
- Rappia granulata Tornier, 1896
- Rappia fimbriata Tornier, 1896
- Hyperolius thoracotuberculatus Ahl, 1931
- Hyperolius laticeps Ahl, 193